# Distrikt Asia

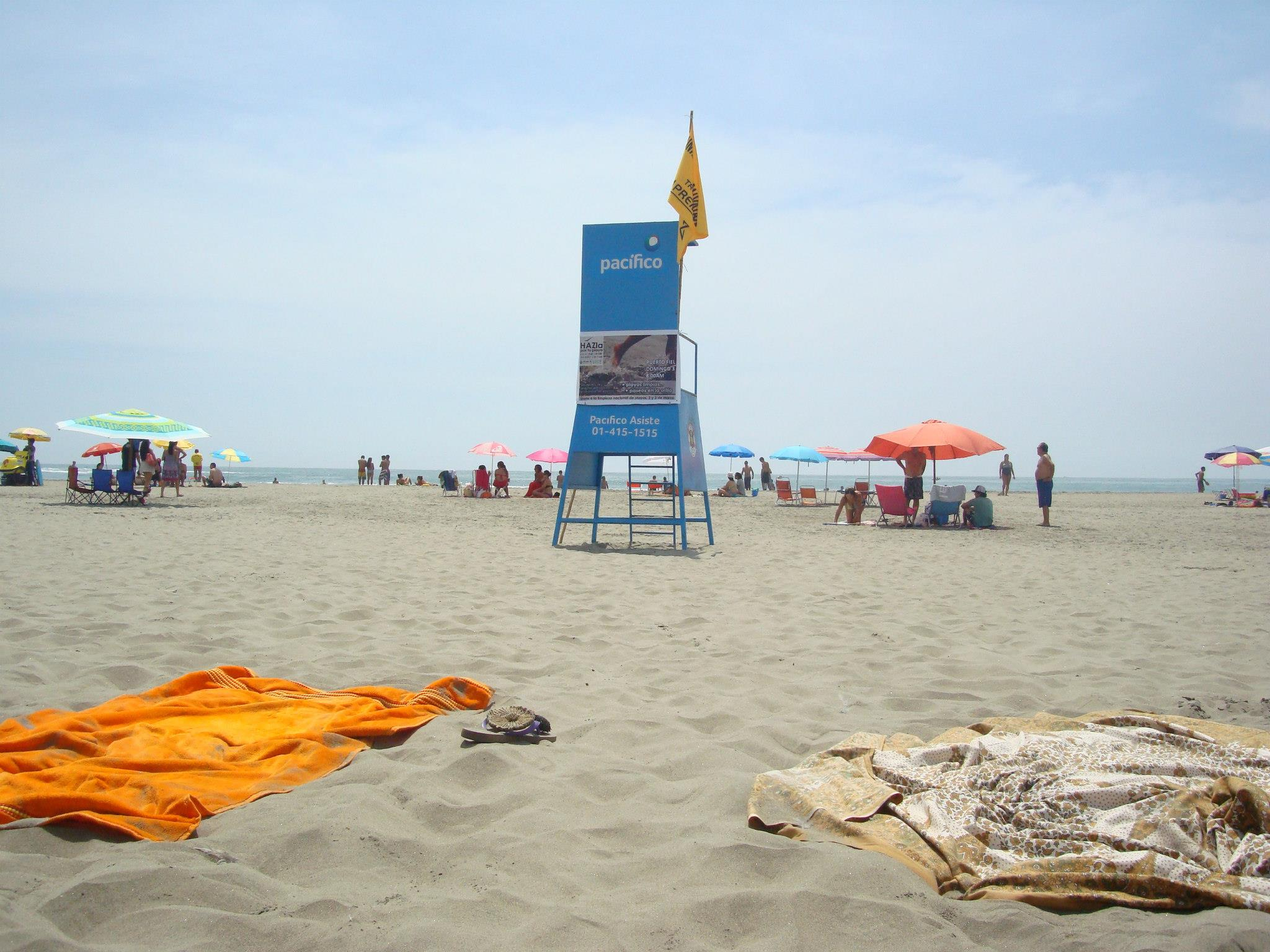
Strand im Distrikt Asia

Der Distrikt Asia liegt in der Provinz Cañete der Region Lima im zentralen Westen Perus. Der am 24. Juli 1964 gegründete Distrikt hat eine Fläche von 279,36 km². Beim Zensus 2017 lebten 9784 Einwohner im Distrikt. Im Jahr 1993 betrug die Einwohnerzahl 3466, im Jahr 2007 6618. Verwaltungssitz ist die Kleinstadt Asia mit 1198 Einwohnern (Stand 2017).

## Geographische Lage
Der Distrikt Asia befindet sich im zentralen Westen der Provinz Cañete. Er besitzt einen 27 km langen Küstenabschnitt an der Pazifikküste. Der Fluss Río Omas durchfließt den Distrikt in westsüdwestlicher Richtung und mündet ins Meer. Der Distrikt reicht etwa 15,5 km ins Landesinnere. Dort erheben sich die Ausläufer der peruanischen Westkordillere. Die Küstenebene ist überwiegend mit Wüstenvegetation bedeckt. Die Nationalstraße 1S (Panamericana) führt entlang der Küste durch den Distrikt. Vor der Küste liegt die Insel Isla Asia. In den letzten Jahren hat sich der Tourismus mit vielen Hotels und Ferienwohnungen stark entwickelt.
Der Distrikt Asia grenzt im Nordwesten an den Distrikt Mala, im Nordosten an den Distrikt Coayllo, im Osten an den Distrikt Quilmaná sowie im Süden an den Distrikt Cerro Azul.

## Ortschaften und Kleinstädte
Neben dem Hauptort Asia gibt es folgende größere Orte im Distrikt:
- 9 de Octubre
- La Joya
- Palma Alta
- Rosario de Asia
- Santa Cruz de Asia
- Santa Rosa de Asia